# Vaccino contro l'HIV

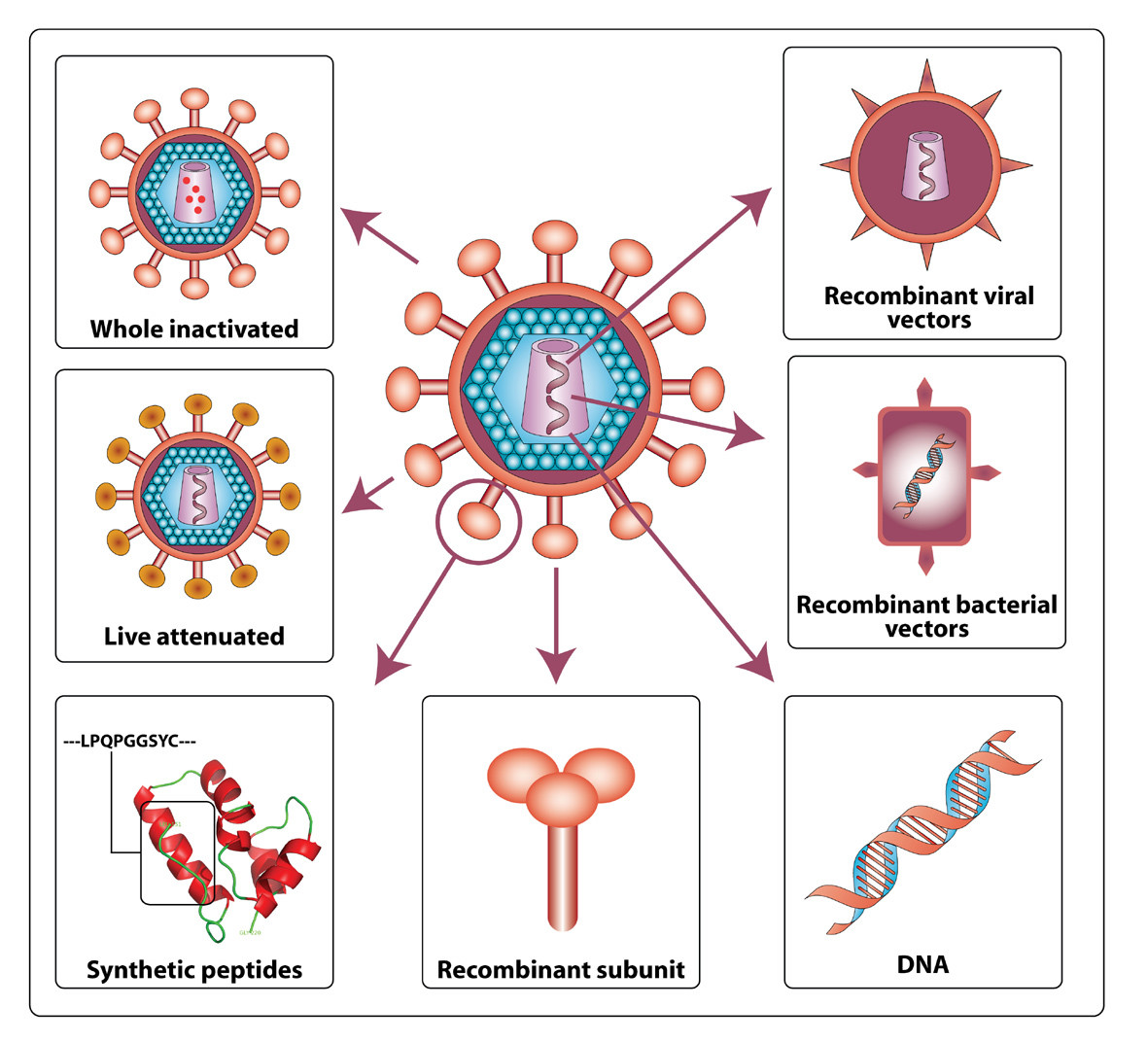
Vari approcci per lo sviluppo del vaccino HIV.

La scoperta di un vaccino contro l'HIV è l'obiettivo di un ingente sforzo di ricerca scientifica volto a individuare un possibile vaccino in grado sia di proteggere gli individui che non hanno contratto HIV sia di avere un effetto terapeutico per le persone che hanno già contratto l'infezione. Allo stato attuale non esiste un vaccino HIV efficace, ma molti progetti di ricerca stanno effettuando studi clinici per realizzarne uno. Lavorando con anticorpi monoclonali (MAb), si è dimostrato che il corpo umano può difendersi autonomamente dall'HIV.
Inoltre, è accertata l'esistenza dei "long-term non-progressors", ossia di particolari individui dove l'infezione da HIV rimane asintomatica per decenni. Questi soggetti probabilmente hanno sviluppato una risposta immunitaria efficace contro il virus che difficilmente si realizza nella gran parte dei soggetti HIV-positivi. I potenziali anticorpi candidabili al vaccino sono stati già annunciati ed impiegati nelle prime fasi dei trials clinici con risultati alterni.

## Quadro generale
L'urgenza della ricerca di un vaccino contro l'HIV deriva dalle oltre 25 milioni di morti correlate all'AIDS dal 1981.
Infatti, nel 2002, l'AIDS è diventata la prima causa di mortalità dovuto ad un agente infettivo in Africa.
Esistono trattamenti medici alternativi al vaccino. La HAART (Highly Active AntiRetroviral Therapy) è stata di grande beneficio per molti individui affetti da HIV dalla sua introduzione nel 1996, quando la HAART a base di inibitori della proteasi è diventata inizialmente disponibile. La HAART consente la stabilizzazione dei sintomi e consente di avere una viremia negativa (al di sotto della soglia di sensibilità del rilevamento della viremia) nel paziente, ma non consente di curare il paziente dal virus HIV, né i sintomi dell'AIDS. Tuttavia, la HAART non consente di prevenire la diffusione del virus HIV da parte di persone con infezioni non diagnosticate. Inoltre, l'introduzione di misure profilattiche (ad es. preservativo) per fermare la diffusione dell'AIDS si è dimostrata difficile nei paesi più duramente colpiti. Pertanto, un vaccino contro l'HIV è generalmente considerato come il più probabile e forse l'unico modo con cui la pandemia di AIDS può essere fermata. Tuttavia, dopo oltre 30 anni di ricerca, un vaccino per HIV-1 rimane un obiettivo difficile.
In base alle conoscenze attuali, l'HIV è suddiviso in due ceppi: HIV-1 e HIV-2. L'HIV-1 è il virus che è stato inizialmente scoperto e definito sia LAV che HTLV-III: è più virulento, più infettivo ed è la causa della maggior parte delle infezioni da HIV a livello mondiale.
Nel 1984, dopo la conferma dell'agente eziologico dell'AIDS da parte degli scienziati del National Institutes of Health degli Stati Uniti e l'Istituto Pasteur, l'United States Health System e il Segretario dei Servizi Umani Margaret Heckler hanno dichiarato che un vaccino sarebbe stato disponibile entro due anni.
Tuttavia, gli approcci classici di vaccinazione, che hanno avuto successo nel controllo di varie malattie virali educando l'immunità acquisita nel riconoscere le proteine dell'involucro virale, hanno fallito nel caso di HIV-1. Alcuni hanno dichiarato che un vaccino contro l'HIV non può essere possibile senza significativi progressi teorici.
Ci sono un certo numero di fattori per la produzione di un vaccino HIV che differiscono dallo sviluppo di altri vaccini classici:
- I vaccini classici mimano l'immunità naturale contro la re-infezione. Tale fenomeno è osservabile generalmente in individui con viremia bassissima, ma esistono rarissimi casi di soggetti totalmente guariti dall'infezione da HIV, come indicano i casi "Mississippi baby"[6] (la prima persona nata sieropositiva ad essere guarita dalla sua condizione) e il caso di Timothy Ray Brown.[7]
- La maggior parte dei vaccini proteggono contro la malattia, non contro l'infezione; l'infezione da HIV può rimanere latente per lunghi periodi prima di causare l'AIDS.
- I vaccini più efficaci sono organismi interi uccisi o vivi attenuati; HIV-1 ucciso non permette la produzione di anticorpi e l'uso di un vaccino con un retrovirus vivo solleva grossi problemi di sicurezza.

### Struttura HIV
Gli epitopi dell'involucro virale sono più variabili di quelli di molti altri virus. Inoltre gli epitopi di importanza funzionale come la proteina gp120 sono mascherati dalla glicosilazione, trimerizzazione e dai cambiamenti conformazionali dei recettori rendendo difficile bloccare l'infezione con anticorpi neutralizzanti.
L'inefficacia dei vaccini sviluppati in precedenza deriva principalmente da due fattori correlati:
- In primo luogo, l'HIV è altamente mutevole. A causa della capacità del virus di rispondere rapidamente alle pressioni selettive derivanti dal sistema immunitario, la popolazione di virus in un individuo infetto evolve tipicamente in modo che possa eludere i due principali bracci del sistema immunitario adattativo: l'immunità umorale (mediata da anticorpi) e cellulare (mediata da cellule T).
- In secondo luogo, gli HIV isolati sono essi stessi molto variabili. HIV può essere classificato in più cladi e sottotipi, con un alto grado di divergenza genetica. Pertanto, le risposte immunitarie sollevate da qualsiasi vaccino devono essere abbastanza ampie per tenere conto di questa variabilità. Ogni vaccino che non ha questa ampiezza è improbabile che sia efficace.

Le difficoltà di stimolare una risposta anticorpale affidabile ha portato dei tentativi di sviluppare un vaccino che stimola una risposta dei linfociti T citotossici.
Un altro tentativo è stato quello di creare un singolo peptide che contiene i componenti meno variabili di tutti i noti ceppi di HIV.

### Modelli animali
Il modello animale tipico per la ricerca sul vaccino è la scimmia, spesso il macaco. Le scimmie possono essere infettate con SIV o SHIV chimerico per scopi di ricerca. Tuttavia, il percorso ben collaudato di induzione di anticorpi neutralizzanti, tramite la vaccinazione, è in stallo a causa della grande difficoltà nello stimolare la produzione di anticorpi che neutralizzano HIV eterologhi isolati. Alcuni vaccini basati sull'involucro del virus hanno protetto gli scimpanzé o macachi dal virus omologo, ma negli studi clinici gli individui che sono stati immunizzati con costrutti simili si sono infettati dopo l'esposizione in seguito al virus HIV-1.
Ci sono alcune differenze tra SIV e HIV che possono dar adito a perplessità nell'uso di un modello animale come la scimmia.
Come pubblicato il 27 novembre 2009 nel Journal of Biology, c'è un nuovo modello animale fortemente simile a quella del virus HIV negli esseri umani. L'attivazione immunitaria generalizzata come risultato diretto dell'attivazione delle cellule T CD4+, come mostrato nei topi, apre nuove modalità di test per l'andamento dell'infezione da HIV.
La ricerca sui SIV del NIAID, finanziato dall'UE, dava dei risultati speranzosi: le scimmie infettate con un citomegalovirus (CMV) contenente materiale genico del SIV mostravano un certo grado di immunità. Tuttavia, la replicazione del virus e la diffusione avviene pochi giorni dopo l'infezione, mentre l'attivazione delle cellule T indotta dal vaccino e il reclutamento a siti di replicazione virale hanno bisogno di settimane. I ricercatori hanno ipotizzato che i vaccini progettati per mantenere le cellule T di memoria effettrici attivate potrebbero danneggiare la replicazione virale nella sua fase più precoce.

## Le difficoltà nello sviluppo di un vaccino contro l'HIV
Attualmente esistono diversi vaccini candidati in corso di sperimentazione clinica, giunti a diverse fasi.

### Fase I
La maggior parte degli approcci iniziali si sono concentrati sulle proteine dell'involucro del HIV. Almeno tredici diversi candidati gp120 e gp160 sono stati valutati, negli Stati Uniti, prevalentemente attraverso l'AIDS Vaccine Evaluation Group. La maggior parte della ricerca si è concentrata sulla gp120 piuttosto che su gp41 / gp160. Quest'ultime sono generalmente più difficili da produrre e non offrono alcun vantaggio rispetto alle gp120. Quest'ultime si sono dimostrate sicure e immunogeniche in diverse popolazioni, hanno indotto anticorpi neutralizzanti in quasi il 100% dei destinatari, ma raramente induce linfociti T citotossici CD8+ (CTL). I preparati di involucro derivati da mammiferi sono dei migliori induttori di anticorpi neutralizzanti rispetto ai candidati prodotti in lieviti e batteri. Anche se la vaccinazione ha bisogno di iniezioni ripetute di "booster", è stato molto difficile indurre e mantenere gli alti titoli di anticorpi anti-gp120 necessari per avere qualche speranza di neutralizzare l'esposizione all'HIV.
La disponibilità di diversi vettori del Canarypox virus ricombinanti ha fornito risultati interessanti che possono rivelarsi attuabili anche in altri vettori virali. Aumentando la complessità dei vettori del Canarypox includendo più geni ed epitopi si aumenta la percentuale di soggetti che hanno livelli rilevabili maggiori di CTL rispetto ad aumentare la dose del vettore virale. È importante sottolineare che i CTL dei volontari sono stati in grado di uccidere le cellule mononucleate del sangue periferico infettate con isolati primari di HIV, il che suggerisce che il livello di CTL indotto potrebbe essere significativo. Inoltre le cellule provenienti da almeno alcuni volontari sono state in grado di uccidere le cellule infettate con HIV da altri cladi, anche se il modello di riconoscimento non è stato uniforme tra i volontari. Il Canarypox è stato il primo vaccino candidato contro l'HIV che ha indotto trasversali risposte CTL funzionali. La prima prova della fase I del vaccino candidato in Africa è stata lanciata all'inizio del 1999 con volontari ugandesi. Lo studio ha determinato la misura in cui i volontari ugandesi hanno CTL attivi contro i sottotipi di HIV prevalenti in Uganda: A e D.
Altre strategie che hanno progredito alla fase I di sperimentazione in persone non infette includono peptidi, lipopeptidi, DNA, un vettore Salmonella attenuato, p24, ecc.
In particolare, i vaccini candidati che potrebbero indurre una risposta determinano:
- anticorpi neutralizzanti attivi contro una vasta gamma di HIV isolati primari;
- risposte delle cellule T citotossiche in una vasta maggioranza dei destinatari;
- risposte immunitarie date da una mucosa più resistente.

Nel 2011, i ricercatori del Centro Nacional de Biotecnología di Madrid hanno presentato dei dati relativi alla fase I della sperimentazione clinica del loro nuovo vaccino: il MVA-B. Il vaccino è stato efficace nell'indurre una risposta immunologica nel 92% dei soggetti sani.

### Fase II
Il 13 dicembre 2004, il Trials Network HIV Vaccine (HVTN) ha iniziato il reclutamento per lo studio STEP, uno studio di fase II di 3.000 partecipanti clinici di un nuovo vaccino contro l'HIV, in siti in Nord America, Sud America, i Caraibi e l'Australia. Lo studio è stato co-finanziato dal National Institute of Allergy and Infectious Diseases (NIAID), che è una divisione del National Institutes of Health (NIH) e la società farmaceutica Merck & Co.. La Merck ha sviluppato il vaccino sperimentale chiamato V520 per stimolare un'immunità cellulare verso HIV, che spinge l'organismo a produrre cellule T che uccidono le cellule infette da HIV. In precedenti studi più piccoli è stato dimostrato che questo vaccino è sicuro a causa della mancanza di effetti negativi sui pazienti. Il vaccino mostrato induce risposte immunitarie cellulari contro HIV in più della metà dei volontari.
Il V520 contiene un adenovirus indebolito che funge da vettore per tre sottotipi di geni B HIV (gag / pol / nef). È stato costruito proprio il sottotipo B perché è il più diffuso sottotipo HIV nelle regioni dei siti di studio. L'adenovirus è tra le principali cause di disturbi del tratto respiratorio superiore, come il comune raffreddore. Poiché il vaccino contiene solo tre geni dell'HIV alloggiati in un adenovirus indebolito, i partecipanti allo studio non possono essere infettati con l'HIV o ottenere un'infezione delle vie respiratorie dal vaccino. È stato annunciato nel settembre 2007 che la sperimentazione per V520 verrà interrotta dopo che è stato accertato che la vaccinazione è associata ad un aumento del rischio di infezione da HIV in alcuni destinatari. Il problema principale di fronte all'adenovirus rAd5 è l'alta prevalenza di anticorpi specifici adenovirus come risultato di una precedente esposizione al virus. I vettori adenovirus e molti altri vettori virali attualmente utilizzati nei vaccini HIV possono indurre in una risposta immunitaria di memoria rapida contro il vettore. Ciò si traduce in un ostacolo allo sviluppo di una risposta delle cellule T contro l'antigene inserito (antigeni di HIV) Inoltre sembra che il V520 può provocare una più alta probabilità di infezione da HIV-1 in alcuni destinatari.
Il HVTN prevedeva di terminare lo studio nel 2009, ma ha dichiarato inefficace il vaccino nel prevenire l'infezione da HIV già nel settembre 2007.
La Biosantech ha sviluppato un nuovo vaccino chiamato Tat Oyi che permette la formazione di immunità nei confronti della proteina Tat. È stato riferito dalla società che il vaccino candidato non è tossico per 48 pazienti HIV positivi arruolati in uno studio in doppio cieco che si è svolto in Francia. Se si dimostrasse che questo vaccino sperimentale è sicuro ed efficace, le persone con HIV potrebbe ricevere diverse iniezioni per controllare il loro virus in modo permanente, invece di prendere un trattamento anti-retrovirale. Corinne Treger, l'amministratore delegato della società farmaceutica francese Biosantech, afferma che se una nuova sperimentazione (che coinvolge 80 pazienti nel 2015) andasse a buon fine, il vaccino potrebbe essere disponibile nel 2017. I risultati della fase II con 200 partecipanti sono stati pubblicati nel giugno 2016 e mostrano una reale efficacia nell'aumentare i livelli di cellule CD4.

### Fase III
- Nel febbraio 2003, VaxGen ha annunciato che il loro vaccino AIDSVAX è stato un fallimento in Nord America in quanto non ha dimostrato nessuna riduzione statisticamente significativa di infezioni da HIV nella popolazione dello studio. L'AIDSVAX è anche un componente del "boost" (ALVAC / AIDSVAX) che veniva sperimentato dallo studio RV 144. Tale trial del vaccino, a differenza del precedente, ha mostrato in Thailandia risultati positivi marginali. In entrambi i casi i vaccini erano mirati contro gp120 e sono specifici per le regioni geografiche. Il trial thai è stato il più grande trial per un vaccino contro l'AIDS fino ad oggi.[22]
- Nell'ottobre del 2009, i risultati dello studio RV 144 sono stati pubblicati. I primi risultati, pubblicati nel settembre 2009 prima della pubblicazione dei risultati completi, sono stati incoraggianti per gli scienziati alla ricerca di un vaccino. Lo studio ha coinvolto 16.395 partecipanti HIV negativi, dei quali 8197 sono stati trattati con due vaccini sperimentali contro l'HIV di ceppo B ed E (ceppi prevalenti in Thailandia) mentre 8198 sono stati trattati con un placebo. I partecipanti sono stati testati per l'HIV ogni sei mesi per tre anni. Dopo tre anni, il gruppo trattato con il vaccino ha visto tassi di infezione contro l'HIV ridotti di oltre il 30% rispetto al gruppo placebo. Tuttavia, considerando anche le sette persone HIV positive al momento della loro vaccinazione (due nel gruppo placebo, cinque nel gruppo vaccino), la percentuale è scesa al 26%.[23][24] Ulteriori analisi presentate in una conferenza del 2011 a Bangkok hanno rivelato che i partecipanti che hanno ricevuto i vaccini sperimentali RV 144 e prodotto gli anticorpi IgG contro il loop V2 dell'involucro del virus hanno il 43% in meno di probabilità di infettarsi rispetto a quelli che non hanno prodotto questi anticorpi. La produzione di IgA è stata associata con un aumento di probabilità d'infettarsi del 54% rispetto a coloro che non hanno prodotto gli anticorpi, che tuttavia rimane un rischio comunque più basso rispetto a chi non ha fatto il vaccino. I virus prelevati dai partecipanti vaccinati possiedono mutazioni nella regione V2. Infatti i test di un vaccino per SIV nelle scimmie hanno riscontrato una maggiore resistenza in quegli animali che producono anticorpi contro questa regione proprio per via di tali mutazioni. Per queste ragioni è stato previsto un ulteriore sviluppo di vaccini che si concentrano nello stimolare una risposta anticorpale IgG contro il loop V2.[25]
- Nel 2016, il trial HVTN 702 è stato lanciato in Sud Africa.[26] Il trial utilizza il vaccino ALVAC-HIV che è composto sia da gp120 che da un adiuvante del vaccino. Il trial mira ad arruolare 5.400 uomini e donne, al fine di verificare se il regime è sicuro, tollerabile ed efficace nel prevenire l'infezione da HIV.[27]
- Nel 2019, è stato annunciato che il vaccino Ad26.Mos4.HIV adiuvato con clade C gp140 sarebbe entrato in uno studio di fase III chiamato HVTN 706 / "Mosaico". Il regime è una combinazione di un vaccino vettoriale con adenovirus progettato contro molteplici ceppi globali di HIV e un vaccino proteico.[28]

## Economia dello sviluppo del vaccino
Un rapporto del luglio 2012 del gruppo di lavoro per il monitoraggio delle risorse di vaccini e vaccini antibiotici di HIV ha stimato che 845 milioni di dollari sono stati spesi per la ricerca sul vaccino contro l'AIDS nel 2011.
Le questioni economiche per lo sviluppo di un vaccino contro l'AIDS includono la necessità di un impegno di acquisto anticipato affinché dopo che un vaccino contro l'AIDS è stato sviluppato, i governi e le organizzazioni non governative permettano un abbassamento del prezzo con un acquisto anticipato.

## Classificazione di tutti i vaccini HIV teoricamente possibili
Teoricamente, ogni possibile vaccino contro l'HIV deve inibire o arrestare il ciclo di replicazione del virione HIV.
Gli obiettivi di un vaccino potrebbero essere le seguenti fasi del ciclo virionico dell'HIV:
- Fase I. Stato libero
- Fase II. Attaccamento
- Fase III. Penetrazione
- Fase IV. Eliminazione del rivestimento
- Fase V. Replicazione
- Fase VI. Assemblaggio
- Fase VII. Rilascio

Pertanto, il seguente elenco comprende gli attuali possibili approcci per un vaccino contro l'HIV.

### Filtraggio dei virioni dal sangue (fase I)
Approcci biologici, chimici e/o fisici per rimuovere i virioni dell'HIV dal sangue.

### Approcci alla cattura del virione (fase I-III, VI, VII)
- Fagocitosi dei virioni dell'HIV
- Cattura a base chimica o organica di virioni da HIV (creazione di una membrana aggiuntiva attorno al virione)
- Attacchi chimici o organici al virione

### Approcci alla distruzione o al danneggiamento del virione o delle sue componenti (fase I-VII)
Per "danno" si intende inibire o arrestare la capacità del virione di elaborare una qualsiasi delle fasi II-VII. Ecco la diversa classificazione dei metodi.
In base alla natura del metodo:
- Metodi fisici (fase I-VII).
- Metodi chimici e biologici (fase I-VII).

Danneggiando un target preciso della struttura virionica dell'HIV:
- Danneggiamento della glicoproteina gp120 di ancoraggio[34] (fase I-III, VI, VII)
- Danneggiamento della glicoproteina gp41 tras-membrana[35] (fase I-III, VI, VII)
- Danneggiamento della matrice del virione (fase I-III, VI, VII)
- Danneggiamento del capside del virione (fase I-III, VI, VII)
- Danneggiamento della trascrittasi inversa (fase I-VII)
- Danneggiamento dell'RNA (fase I-VII)

### Blocco della replicazione (fase V)
- Inserimento nel sangue di composti chimici o organici che si legano alla gp120. Ipoteticamente, possono essere pezzi delle membrane cellulari CD4 con recettori. Può essere usata anche qualsiasi alternativa chimica e organica (con la capacità di legare il gp120) di questi recettori.
- Inserzione in composti chimici del sangue o composti organici che si legano ai recettori delle cellule CD4.

### Approcci biologici, chimici o fisici per inibire le varie fasi del ciclo vitale del virus
Approccio biologico, chimico o fisico per inibire l'aggancio, la penetrazione, il rivestimento, l'integrazione, la replica, l'assemblaggio e/o il rilascio.

### Inibizione della funzionalità delle cellule infette (fase VI-VII)
Inibizione delle funzioni vitali delle cellule infette:
- Inibendo il metabolismo delle cellule infette
- Inibendo la fonte di energia delle cellule infette

## Direzioni future
È stato riconosciuto che i pazienti affetti da HIV con coinfezione da GB virus C (GBV-C), chiamato anche virus dell'epatite G, possono sopravvivere più a lungo di quelli senza GBV-C, ma i pazienti possono essere diversi in altri modi. GBV-C è potenzialmente utile nel futuro sviluppo di un vaccino contro l'HIV.
I vaccini vivi attenuati hanno molto successo contro la poliomielite, il rotavirus e il morbillo, ma non sono stati testati contro l'HIV nell'uomo. La preoccupazione teorica per la sicurezza ha finora impedito lo sviluppo clinico di un vaccino HIV-1 vivo attenuato. Gli scienziati stanno studiando nuove strategie per sviluppare un vaccino HIV-1 vivo attenuato non virulento. Ad esempio, è stata creata una forma geneticamente modificata di HIV in cui i codoni del virus (una sequenza di tre nucleotidi che formano il codice genetico) sono manipolati per fare codificare un amminoacido non conforme per una corretta traduzione delle proteine, che gli consente di replicarsi. Poiché questo amminoacido è estraneo al corpo umano, il virus non può riprodursi.
Gli scienziati dello Scripps Research hanno trovato un modo per collegare gli anticorpi anti-HIV alle cellule immunitarie, creando una popolazione cellulare resistente all'HIV.